# LNA
LNA eller lågbrusförstärkare (engelska: Low Noise Amplifier) är en typ av förstärkare. Den används i kommunikationssystem för att förstärka väldigt svaga signaler fångade av en antenn, så att förlusterna i tilledningarna blir mindre kritiska. Detta aktiva antennsystem är ofta använt i mikrovågssystem som GPS på grund av att en koaxialkabel har stora förluster vid mikrovågsfrekvenser. 
LNA är en nyckelkomponent som placeras i fronten av en mottagare. NF eller Noise Figure för mottagarens ingångssteg är dominerande för de första förstärkarstegen.
Användningen av en LNA gör att bruset hos efterföljande steg blir reducerat av förstärkningen hos LNA samtidigt som bruset hos LNA självt injiceras direkt i den mottagna signalen. Därför är det nödvändigt för LNA att förstärka effekten av önskad signal samtidigt som den tillför så lite brus och distorsion som möjligt så att signalen blir tillgänglig för senare förstärkarsteg i systemet.
För lågt brus måste förstärkningen vara hög i första steget. Därför används JFET och HEMT och en distribuerad förstärkare kan användas. De drivs med hög ström som inte är speciellt effektivt men det reducerar den relativa mängden hagelbrus. Ingångs- och utgångsmatchade kretsar gör att smalbandskretsar ökar förstärkningen (se GBW) för att bruset är beroende av bandbredden. Biasering görs med stora motstånd på grund av att energieffektivitet inte behövs och ett stort motstånd förhindrar läckage av den svaga signalen ut från signalvägen eller att brus läcker in i signalvägen.